# Carlos Tavares
Carlos Tavares (Lisboa, Portugal, 14 de agosto de 1958) es un dirigente empresarial portugués. Fue presidente y director ejecutivo de Stellantis (antes Groupe PSA) desde 2014 hasta su salida en 2024. Anteriormente fue ejecutivo sénior de Renault y Nissan, empresa en la que pasó 32 años.

## Biografía
Después de estudiar en el Liceo Francés de Lisboa se trasladó en 1975 a Toulouse (Francia) a la edad de diecisiete años, graduándose en 1981 en la École centrale Paris.

## Carrera profesional
Inició en el año 1981 su carrera profesional en Renault, donde ocupó diversos cargos, y en su filial Nissan. En el año 2014 se incorporó al Groupe PSA, del que fue director ejecutivo hasta diciembre de 2024.

### Groupe PSA
El Groupe PSA fue rescatado por el gobierno francés en enero de 2014, adquiriendo el 14% del grupo. El 1 de abril de 2014 Carlos Tavares se hizo cargo de la gestión operativa del Groupe PSA, y se distinguió como el responsable de la recuperación económica y estratégica del grupo.
Parte de su estrategia para la reestructuración del grupo, fue el haber creado una nueva marca de automóviles dentro de PSA, con el fin de acaparar el mercado premium y competir con marcas tales como Audi o Mercedes-Benz. De esta manera, resolvió escindir la gama de modelos DS del catálogo de Citroën para pasar a convertirla en la marca DS Automobiles, fundando una nueva marca de autos dentro de PSA. Aunque la idea no era nueva, Citroën ya había anunciado en 2012 su deseo de separarla, y tenía creado centros de diseño separados de la marca matriz, para acentuar el carácter distintivo de la línea DS. 
En marzo de 2017, tras superar los problemas y bajo su dirección, el Groupe PSA compró a General Motors el fabricante alemán Opel, tras aprender del error en Renault, no prioriza a Opel por encima de la francesa Peugeot, la familia Peugeot tiene acciones del grupo, pero si intenta posicionar Opel un peldaño por encima de la tecnológica Citroën, a pesar de usar la tecnología, planta motriz y plataforma de la marca francesa 
En 2019, su salario anual se sitúa en 7,6 millones de euros.
A finales de septiembre de 2024, el consejo de administración del grupo inicia un procedimiento para preparar su sucesión aunque su mandato se extiende hasta 2026.El 1 de diciembre de 2024, Stellantis anuncia la dimisión de Tavares de su puesto como director general, "con efecto inmediato".